# Biłous (przystanek kolejowy)
Biłous (ukr. Білоус) – przystanek kolejowy w miejscowości Lhiw, w rejonie czernihowskim, w obwodzie czernihowskim, na Ukrainie. Leży na linii Semychody (Czarnobylska Elektrownia Jądrowa) - Czernihów. Nazwa pochodzi od pobliskich miejscowości Staryj Biłous i Nowyj Biłous.